# Solenopsis bucki
Solenopsis bucki é uma espécie de formiga do gênero Solenopsis, pertencente à subfamília Myrmicinae.